# Partido do Progresso (Noruega)
O Partido do Progresso  (em norueguês Fremskrittspartiet e Framstegspartiet, FrP) é um  partido nacionalista norueguês posicionado à direita dos demais partidos representados no Stortinget,  o parlamento da Noruega.  É liberal no plano econômico e conservador no plano social, sendo às vezes considerado por seus oponentes e por observadores políticos como pertencente à direita populista ou à extrema-direita.
Defende a redução de impostos, o livre mercado, a desregulamentação da economia e a descentralização do Estado. Defende também o estabelecimento de limites mais estritos à imigração e melhor integração. Em matéria de política externa, é favorável a uma cooperação mais intensa com a OTAN, os Estados Unidos e Israel, e pretende um maior controle da ajuda governamental aos países em desenvolvimento.
Actualmente dirigido por Siv Jensen, o partido obteve 16,3% dos votos e 29 deputados nas Eleições parlamentares na Noruega em 2013 e, pela primeira vez entrou num governo, coligando-se ao Partido Conservador.
Em 22 de julho de 2011, um antigo militante do Partido do Progresso foi principal suspeito de um duplo atentado que matou pelo menos 91 pessoas em Oslo e  na ilha de Utøya. "Entristece-me ainda mais saber que esta pessoa já esteve connosco", declarou Siv Jensen. O suspeito, identificado como Anders Behring Breivik, foi filiado ao FrP entre 1999 e 2006. Ele também participou da juventude do FrP (a FpU), entre 2002 e 2004.

## Ideologia
O Partido do Progresso atualmente considera-se um "partido popular liberal" e a sua ideologia como liberalismo clássico ou liberalismo conservador. O partido se identifica no preâmbulo da sua plataforma como um partido liberal (liberalistisk; "liberal", "libertário"), construído sobre as tradições e o património cultural noruegueses e ocidentais, com base no entendimento cristão da vida e valores humanistas. O seu principal objetivo declarado é uma forte redução de impostos e de intervenção do governo O partido é hoje considerado conservador liberal. O Partido do Progresso às vezes é descrito como populista, uma categorização que é rejeitada pelo próprio partido e por outros observadores, incluindo a atual primeira-ministra Erna Solberg, partidos centristas e muitos académicos. Também foi descrito como o partido populista mais moderado da Europa. Embora o libertarianismo mais fundamental tenha sido anteriormente um componente de sua ideologia, isso na prática desapareceu gradualmente mais ou menos do partido.
As questões centrais do partido giram em torno da imigração, crime, ajuda externa, idosos e previdência social em relação à saúde e assistência aos idosos. O partido é considerado como tendo políticas à direita na maioria desses casos, fiscal e socialmente, embora em alguns casos, como o atendimento a idosos, a política seja considerada à esquerda. Alega-se que o partido mudou nas três primeiras décadas, por sua vez, de um "movimento de fora" na década de 1970, para libertarianismo na década de 1980, para populismo de direita na década de 1990. Desde os anos 2000, o partido procurou, em certa medida, moderar o seu discurso, a fim de buscar a cooperação do governo com os partidos de centro-direita. Isso tem sido especialmente verdadeiro desde a expulsão de certos membros por volta de 2001, e ainda sob a liderança de Siv Jensen a partir de 2006, quando o partido tentou avançar e se posicionar mais em relação ao conservadorismo e também buscar cooperação com esses partidos no exterior. 

## Resultados Eleitorais

### Eleições legislativas
| Data | CI. | Votos   | %            | +/- | Deputados | +/- | Status            |
| ---- | --- | ------- | ------------ | --- | --------- | --- | ----------------- |
| 1973 | 6.º | 107 784 | 5,0 / 100,0  |     | 4 / 155   |     | Oposição          |
| 1977 | 7.º | 43 351  | 1,9 / 100,0  | 3,1 | 0 / 155   | 4   | Extra-parlamentar |
| 1981 | 5.º | 109 564 | 4,5 / 100,0  | 2,6 | 4 / 155   | 4   | Oposição          |
| 1985 | 6.º | 96 797  | 3,7 / 100,0  | 0,8 | 2 / 157   | 2   | Oposição          |
| 1989 | 3.º | 345 185 | 13,0 / 100,0 | 9,3 | 22 / 165  | 20  | Oposição          |
| 1993 | 6.º | 154 497 | 6,3 / 100,0  | 6,7 | 10 / 165  | 12  | Oposição          |
| 1997 | 2.º | 395 376 | 15,3 / 100,0 | 9,0 | 25 / 165  | 15  | Oposição          |
| 2001 | 3.º | 369 236 | 14,6 / 100,0 | 0,7 | 26 / 165  | 1   | Oposição          |
| 2005 | 2.º | 582 284 | 22,1 / 100,0 | 7,5 | 38 / 169  | 12  | Oposição          |
| 2009 | 2.º | 614 724 | 22,9 / 100,0 | 0,8 | 41 / 169  | 3   | Oposição          |
| 2013 | 3.º | 463 560 | 16,3 / 100,0 | 6,6 | 29 / 169  | 12  | Governo           |
| 2017 | 3.º | 444 683 | 15,2 / 100,0 | 1,1 | 27 / 169  | 2   | Governo           |